# Haddebyer Noor
Das Haddebyer Noor (dänisch Haddeby Nor) ist heute ein Binnensee in Schleswig-Holstein nahe der Stadt Schleswig. Haddeby, ein am Ufer der Schlei gelegener Ortsteil der Gemeinde Busdorf, gab dem Noor seinen Namen.
Durch zwei Abläufe im Norden ist das Noor mit der Schlei – einem Meeresarm der Ostsee – verbunden. Südlich schließt sich das Selker Noor an. Die Fläche beträgt rund einen Quadratkilometer. Mit dem Bau der Haddebyer Chaussee zwischen Schleswig und Eckernförde, der heutigen Bundesstraße 76, wurde das Noor um 1882 mit einem Damm vom Rest der Schlei getrennt.
Das Haddebyer Noor gehört mit seiner gesamten Fläche zum Gemeindegebiet von Fahrdorf, dessen Ortsteil Loopstedt am östlichen Ufer liegt. Im Westen grenzt die Gemeinde Busdorf an das Ufer, im Südwesten die Gemeinde Selk.
Am Westufer des Haddebyer Noors lag einst die Wikinger-Handelssiedlung Haithabu. In den 1970er Jahren wurden im Noor die Überreste der Hafenanlage und eines Wikingerschiffes ausgegraben. Etwas nördlich vom ehemaligen Haithabu, nahe dem Westufer des Haddebyer Noors, befindet sich das Wikinger Museum Haithabu.